# De komedianten
De komedianten (Grieks: Ο θίασος, O thiasos) is een film uit 1975 van de Griekse regisseur Theo Angelopoulos.

## Verhaal
De film handelt over een groep acteurs, die tussen 1939 en 1952 door Griekenland reist. Een van de actrices wil zich wreken op haar moeder, omdat zij denkt dat ze een aandeel heeft in de dood van haar vader. Ze wordt daarbij bijgestaan door haar broer, die tevens in het verzet zit.

## Rolverdeling
| Acteur              | Personage        |
| ------------------- | ---------------- |
| Eva Kotamanidou     | Elektra          |
| Aliki Georgouli     | Elektra's moeder |
| Stratos Pahis       | Elektra's vader  |
| Maria Vassiliou     | Chrysothemis     |
| Petros Zarkadis     | Orestes          |
| Kiriakos Katrivanos | Pyladis          |